# エクスプレス予約
エクスプレス予約（エクスプレスよやく）は、東海旅客鉄道（JR東海）・西日本旅客鉄道（JR西日本）・九州旅客鉄道（JR九州）が運営する有料会員制のインターネット予約サービス。対象区間は東海道・山陽・九州新幹線の東京駅 - 新大阪駅 - 博多駅  - 鹿児島中央駅間。入会には、クレジットカードの申込または特約の申込が必要。
また本項では、東海道・山陽・九州新幹線において、上記のクレジットカード会員以外も無料で利用可能なWeb会員制ネット予約・乗車サービス「スマートEX」についても扱う。

## 概要

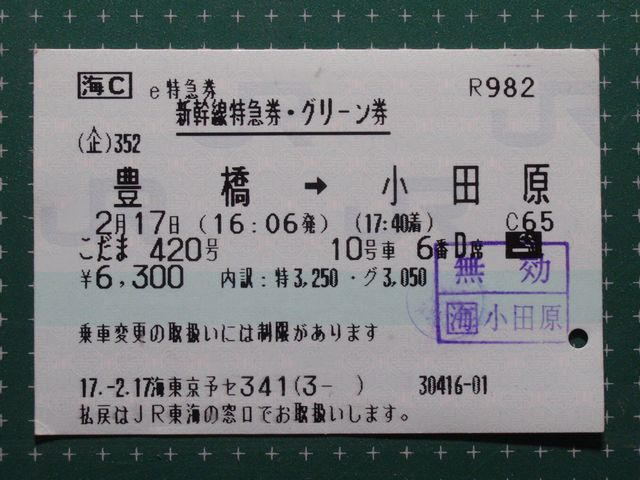
e特急券（JR東海にて予約、発券）

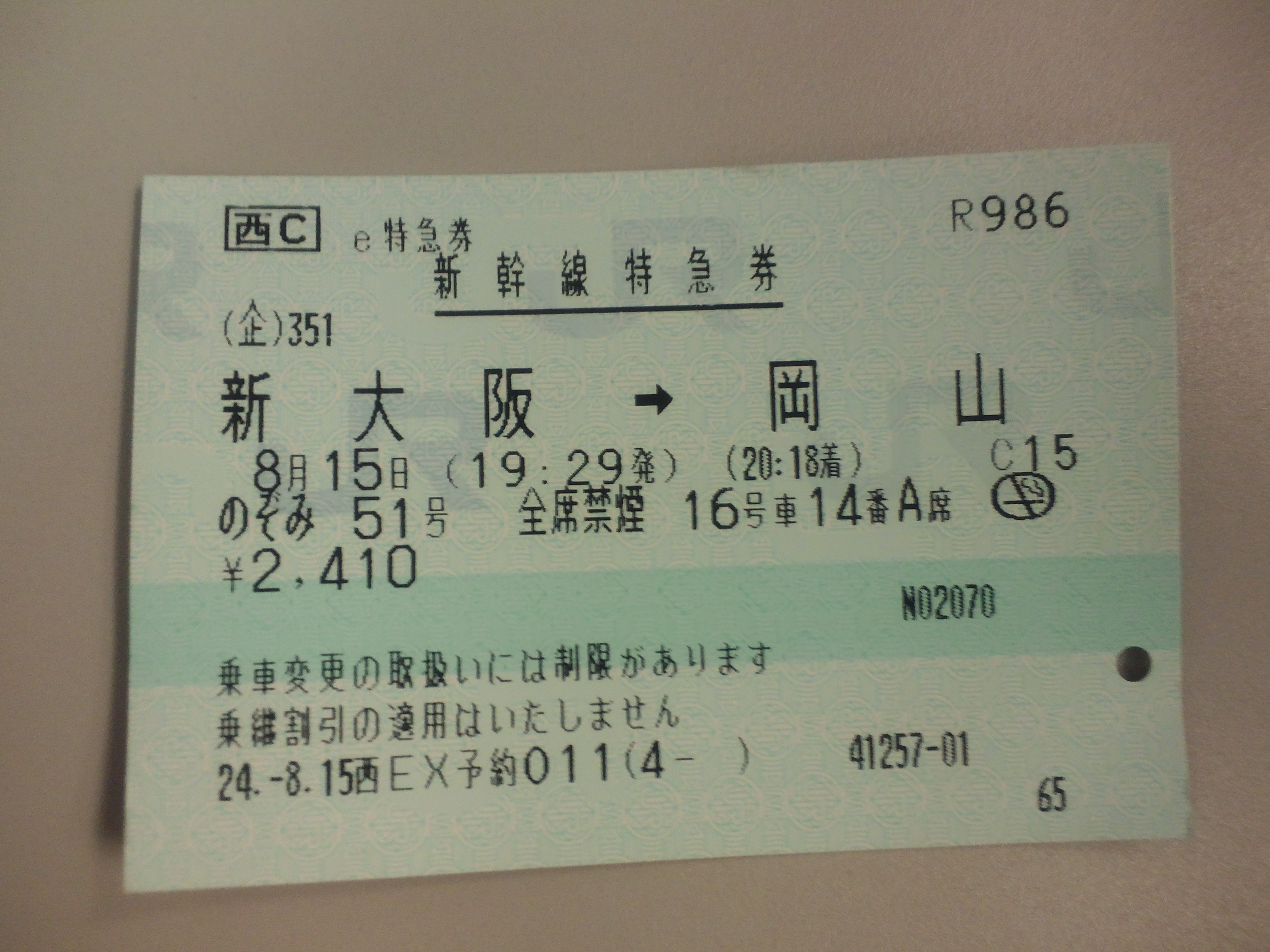
e特急券（JR西日本にて予約、発券）

このサービスの最大の特徴は、パソコンや携帯電話・スマートフォンから専用の割引商品を予約・購入できることにある。主な商品はe特急券や、特急券と乗車券が一体となったEX予約サービスが挙げられる。e特急券やEX予約サービスは、通常の新幹線特急券よりも安価で、以前はお盆や年末年始・ゴールデンウィークなどの最繁忙期においても、値段が変動しなかった。また、通常は1回のみに限定されている乗車券類変更が、e特急券を受け取る前かつ予約した列車の発車時刻前、当初の購入から3か月以内であれば何度でも手数料無料で可能。「1回の予約で最大3列車乗継」までである。

## 会員登録
入会し、サービスを利用するには以下のいずれかが必要。いずれの方法でも年会費は1,100円（2019年10月現在・消費税込み）。
- JR各社が指定するクレジットカードに入会する[注 1]
  - JR東海の「JR東海エクスプレス・カード」（そうだ、京都行こうカード含む）
  - JR西日本の「J-WESTカード（エクスプレス）」
  - JR九州の「JQ CARD エクスプレス」（JQ SUGOCA エクスプレス含む）。2022年6月25日の九州新幹線でのサービス開始に合わせて、2022年6月10日から発行が開始された[5]。
- モバイルSuicaとJR東日本の「ビューカード」（TypeII カードおよび法人カードを除く）を紐づけしている利用者が「ビュー・エクスプレス特約」に登録する（#モバイルSuicaでの利用を参照）。
  - モバイルSuicaへ「JR東海エクスプレス・カード」を追加登録する方法もある
- 既存のクレジットカードへ特約を付与する。この形態は2017年9月1日までは#プラスEXと称する別のサービスだった。

これらはクレジットカードへの入会であり、与信審査が必要であるため、審査基準に満たない者や18歳未満の者、高校生は利用できない（「モバイルSuica」の入会に際しても、クレジットカードの登録が必要）。
2007年6月末時点の会員数は約94万人で、JR東海ではEX-ICサービスを開始する2008年春から2年間で、約2倍の180万会員獲得を目標としている。平日には全乗客の2割、約6万4,000人がこのサービスを利用している。

### プラスEX
プラスEXは2012年10月9日から2017年9月1日まで、一部クレジットカード発行会社の会員を対象に提供されていたサービスである。年会費が540円と安い代わりに割引率が低く、山陽新幹線非対応であることなど、エクスプレス予約と一部異なるサービスだったが、2017年9月2日よりエクスプレス予約に統合された。またグリーンプログラムは利用できない。

## サービス提供区間
2022年6月25日以降のサービス提供区間は東京 - 鹿児島中央間。
西九州新幹線や博多南線、一部の区間がJR西日本の管轄となっている北陸新幹線については、JR西日本区間（上越妙高駅 - 敦賀駅間）も含めて対象外となっている。過去は九州新幹線から山陽新幹線への直通列車の利用には、山陽新幹線の区間（新大阪 - 博多）であっても以下の通り制限があった。
- 九州新幹線（鹿児島ルート） - 2011年3月12日から2022年6月24日まで取扱対象外（予約不可）であった。
- 「みずほ」「さくら」「つばめ」
  - 2011年3月12日から2012年7月20日まで - 山陽新幹線区間を含め、取扱対象外（予約不可）であった。
  - 2012年7月21日から2022年6月24日まで - 山陽新幹線区間（新大阪 - 博多）に限り予約が可能となったが、グリーンプログラムや早特サービスの対象外となっていた[8]。

2022年6月25日より九州新幹線でもエクスプレス予約/スマートEXのきっぷの受取や、EX-ICサービスによる利用も可能になり、東京 - 鹿児島中央の予約も可能になった。自動改札機についても、当初導入されていたもの（オムロン製）から、JR東海・JR西日本で導入されているものと同型の機種（東芝製EG-7000）への交換が順次行われた。
なお、JR西日本のe5489とJR九州列車予約サービスは一部の商品を除いて両社で相互受け取りが可能となっているほか、無割引であればJR東海の各駅でもe5489で購入した東海道・山陽・九州新幹線を通しで乗り継ぐ特急券・乗車券を受け取ることができる。
JR西日本の場合、東海道・山陽・九州新幹線と直接接していない日本海側の島根県・鳥取県（山陰エリア）や、福井県・石川県・富山県・新潟県（北陸エリア）に所在する駅の一部で、エクスプレス予約/スマートEXの受け取りを取り扱わず、e5489・JR九州インターネット列車予約（北陸エリアの一部はえきねっとも）のみ取り扱っている事例もある。

### きっぷを受け取れる駅の拡大
- JR四国・高松駅 - 2008年10月10日より専用の受取機での受取のみ取扱を開始（岡山駅での乗り継ぎ客への利便を図るため）。ただし、高松駅では受取後の払戻・変更は不可。
- JR東日本 - 2022年5月21日から東京都区内・横浜市内・川崎・小田原・熱海の各駅にある指定席券売機にてきっぷを受け取れるようになった。窓口での対応は行わない。

### 他の新幹線路線相互の取り扱い

#### 九州新幹線（サービス開始以前）・博多南線
以下のような形で利用が可能である。
- e特急券のみ利用の場合は、あらかじめ九州新幹線または博多南線の特急券と全区間通しの乗車券を購入し、併用する。
- EX予約サービス利用の場合
  - 窓口または券売機でEX予約サービス乗車券・特急券（以下EX予約サービスきっぷ）に引き換え、博多駅以遠の特急券・乗車券をあらかじめ購入して併用する。
  - 博多駅でいったん改札を出場し、九州新幹線・博多南線のきっぷ等で再度入場する。

EX予約サービスきっぷに引き換えずにEX-ICカードで新幹線に乗車し、九州新幹線の各駅や博多南駅で下車する場合、博多以南の区間は規定の通常運賃・特急料金を支払い、精算証明を受け取る必要がある。またこの場合、東海道・山陽新幹線の各駅（東京駅 - 博多駅）にて精算証明を持参し出場処理を行うまで、EX-ICカードなどは利用できない。
博多南駅は、JR九州への営業委託時代はエクスプレス予約の受取ができなかったが、JR西日本直営化後は窓口営業時間内であれば、みどりの窓口でe特急券などマルス発券でのきっぷの受取が可能となった。また、2023年にはエクスプレス予約／スマートEX・e5489・JR九州列車予約サービス（関西方面の予約のみ）・旅行会社で予約したきっぷの受取と博多南線自由席回数特急券のクレジットカードでの購入に対応した「みどりの受取機」も設置され、窓口営業時間以外でも対応できるようになった。ただし、同線および同駅がEX-ICサービスを含むICカード乗車サービスに対応していないため、博多駅でいったん改札を出場するか、博多南駅の窓口および「みどりの受取機」であらかじめEX予約サービスのきっぷなどに引き換えのうえで、博多南線の特急券・乗車券と併用する形になる。

#### 東京駅でのJR東日本の新幹線との乗り継ぎ
東京駅には東北・山形・秋田・北海道・上越・北陸の各新幹線と東海道新幹線を乗り継ぐための乗換改札口が設置されているが、この改札口ではSuicaなどのIC乗車券やモバイルSuica、EX-ICカードは利用できない。
東海道・山陽・九州新幹線区間をエクスプレス予約・EX-ICサービスにより利用し、東京駅でJR東日本の新幹線（北海道、東北、上越、北陸、秋田、山形）と乗り継ぐ場合には、前項と同様にいったん改札外に出て再入場しなければならないが、きっぷとして発券すればJR東海・JR東日本間の新幹線連絡改札口を通過することもできる。

## 予約
会員専用のWebサイトまたはモバイルアプリから予約を行うことが可能。23:30 - 翌日5:30の時間帯は夜間申込サービスとして、新規の予約の受付を行うが、実際に席が確保されるのは5:30以降となる。

### 座席番号リクエストサービス
パソコンや携帯電話・スマートフォンの画面に表示されるシートマップを見ながら座席を選択し、任意の号車・座席位置を指定して指定券を購入できる。ただし、リクエストした列車が満席もしくはそれに近い場合は利用できない。
- 一部列車では号車の選択ができない場合がある。
- 同一列車内の途中駅での座席移動はできない。
  - たとえば東京 - 新大阪間が満席で、同一列車内の東京 - 名古屋間および名古屋 - 新大阪間のそれぞれに空席があったとしても、座席移動の予約はできない（車内対応は可能）
- 新大阪/博多で乗換に必要な時間は、5分以上で設定されている。
  - 新大阪に到着する時刻と、新大阪から発車する時刻との差が4分以下の乗換は、予約できない設定となっている。博多駅でも同様。
- のぞみなどの16両編成の場合、11号車「11C・12A・12B・13A・13B（車椅子スペース利用者の配慮から）」など、乗車日前日まで予約できない座席がある。
  - ただし、乗車日当日にはこれらの座席は予約可能となるため、乗車日前日に満席であっても当日になれば予約できる場合がある。
- 全席禁煙のN700系で運行される列車では「喫煙ルーム付近の座席を希望」にチェックを入れると、該当する座席のみ表示される。
- ひかりレールスターで運行される列車では「オフィスシート」にチェックを入れると、該当する部分の空席情報が表示される。
  - 「サイレンスカー」（2011年3月ダイヤ改正で廃止）設定時は「4号車」と「サイレンスカー」のどちらを選択しても同じ座席表示がなされていた。
  - 8号車のコンパートメントはエクスプレス予約では利用できない。
- 車椅子対応座席は2021年5月20日乗車分より、のぞみの11号車13番A席B席のみ対応する[11]。

### 乗継割引
一般の特急券のような新幹線⇔在来線特急列車相互間の乗り継ぎ割引制度はない。JR西日本では、在来線特急と乗り継ぐ場合は割引の特急券を組み合わせて購入するか、通常の乗車券類を駅や、（新）e5489サービス（ネット予約）で購入する方が安くなる場合がある旨を、「JRおでかけネット」で案内しているほか、J-WESTカードの入会申込書にもその旨の記述がある。

### 在来線の電話・インターネット予約

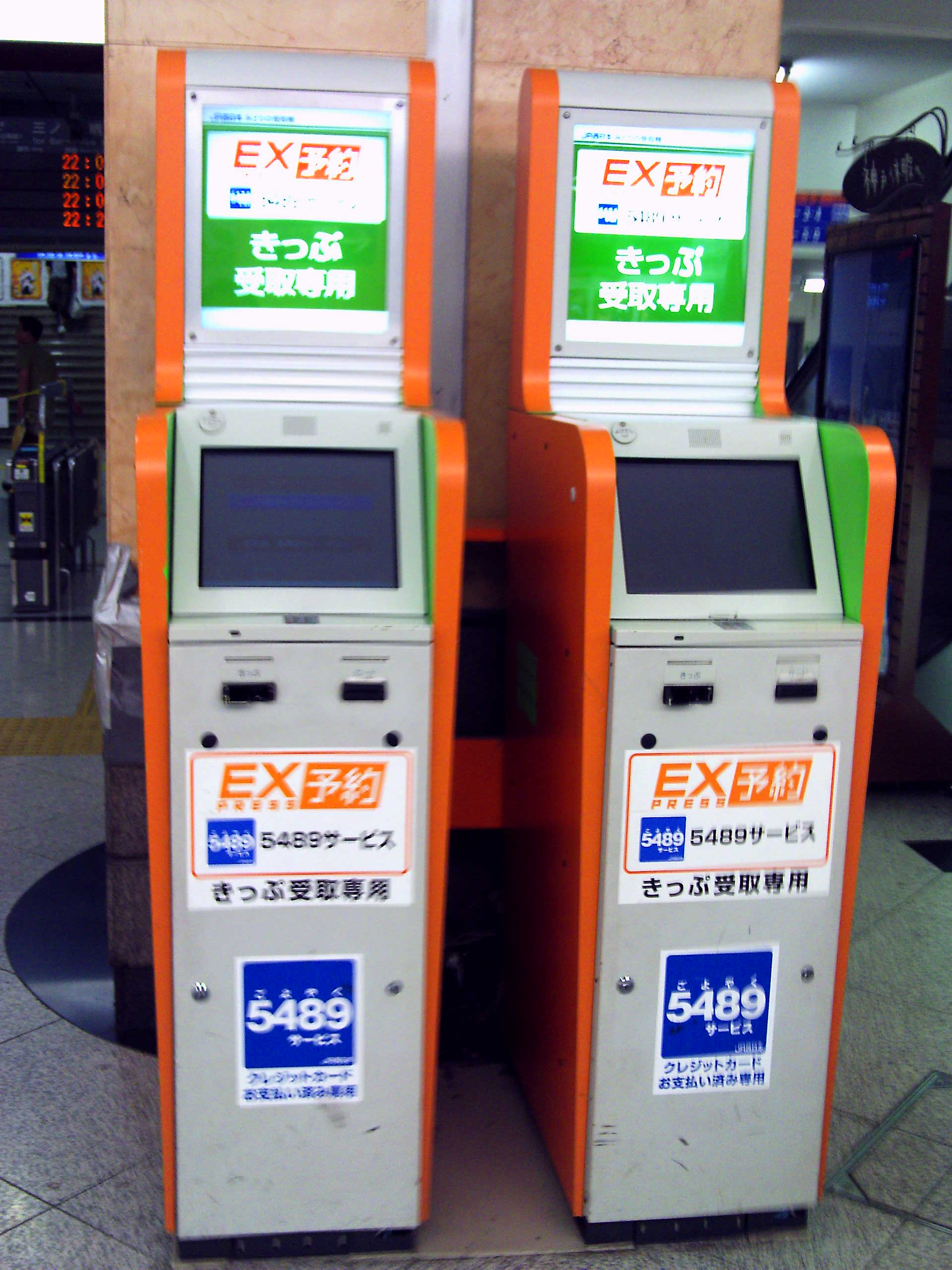
発券端末（大阪駅 2010年8月）

JR東海では、JR東海エクスプレス・カード会員専用電話センター経由でJR全線の乗車券・特急券をカード決済で購入し、窓口や指定席券売機で受け取るサービスを行っていたが、2006年（平成18年）8月末で廃止した。現在は、自社独自の在来線列車の予約サービスは実施しておらず、サイバーステーションによる予約サービスのみの取り扱いとなっているが 、2019年4月1日からはJR東海管内を発着する特急列車や東海道新幹線と在来線の乗継割引が適用される特急券・乗車券、無割引で東海道新幹線完結、および山陽・九州新幹線まで乗継利用する特急券・乗車券について、JR西日本のe5489の取り扱いを行うことになった。
JR西日本の場合、（新）e5489サービス（ネット予約）で、JR西日本・JR四国・JR九州エリア内の大部分の在来線特急列車（JR東海・JR東日本管内の一部特急列車も）の予約が可能である。

## e特急券
サービス開始から提供されている商品で、通常よりも割安な特急券である。乗車券は別途必要である。
学割などの割引の乗車券とe特急券を組み合わせて利用することも可能である。

### 割引額
サービス開始当初は東京 - 新大阪間の「のぞみ」を利用する場合で通常運賃・料金より500円安く利用できる設定であったが、当時の「のぞみ」の特急料金の割り増し額が970円と大きく、運転本数も少なかったため割引サービスという面ではあまり効果が期待できるものではなかった（東京 - 名古屋は380円引であった）。
その後、2003年（平成15年）10月の品川駅開業と「のぞみ」大増発、特急料金の値下げにあわせて通常の「新幹線回数券」よりも割引率が大きく設定された。それでも、自由席利用の場合と比べて大幅に安くなることはなく（同額か若干安い 程度）、自由席料金で座席指定が受けられる程度の内容であるため、自由席利用者にとっては金額的なメリットはあまりない。しかし、のぞみ指定席利用の場合の金額差は、東京 - 新大阪間の繁忙期で1,100円と、1回の乗車で後述のカード年会費と同額の割引額となり、また早割制度の条件と合致すればその差はさらに大きくなることから、指定席利用の場合、金額的なメリットは大きくなる。なお、2023年秋頃を目途に割引額が縮小されると同時に、「のぞみ」「みずほ」利用時の追加料金や最繁忙期・繁忙期・閑散期料金が加算される予定となっている。

### 乗車券の予約
2013年10月18日までは、e特急券と同一区間であれば、片道普通乗車券（無割引）もセットで予約することができた。特定都区市内制度も適用され、東京都区内・福岡市内など発着の乗車券となるが、次のような制約があった。
- 実際の乗車駅から乗車券類を受け取る駅（例・上野駅から東京駅）までの運賃は別に必要。
  - 特に関東および九州エリアでは受け取りできる駅が新幹線停車駅に限られる（東京駅、品川駅、新横浜駅、小田原駅、熱海駅、小倉駅、博多駅、博多南駅）ため、この問題は顕著に表れる。
  - 機会があれば、事前に発券することでこの問題は回避できるものの、その後の変更・払戻に関する扱いが通常扱いになるなどサービス本来のメリットが失われてしまう。
- 片道普通乗車券のため、JR線の利用営業キロ数が片道601キロ以上の区間（例・東京 - 西明石以西）を往復利用する際に適用される往復割引制度が適用されない。

新幹線停車駅までJR在来線を利用する場合や、往復割引制度の対象になる区間での往復利用の場合、エクスプレス予約では特急券のみを予約・購入するように勧めていた。
なお、2013年10月18日をもってe特急券＋乗車券のセット販売は終了した。現在はe特急券のみを予約した場合、乗車券は駅の窓口や指定席券売機で別途購入する必要がある。

## EX-ICサービス

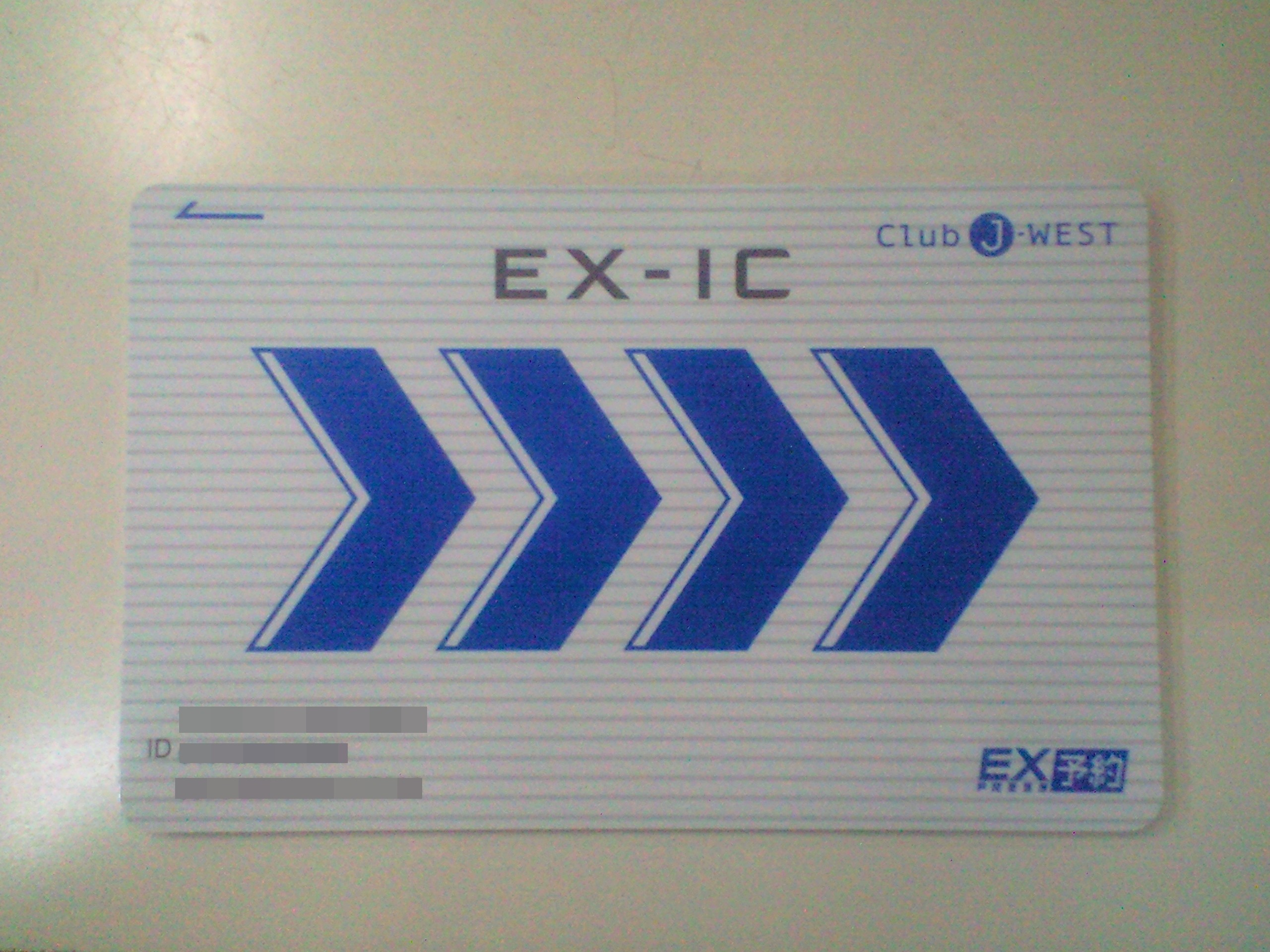
EX-ICカード「J-WESTカード（エクスプレス）』個人会員用（JR東海エクスプレス・カードの場合は、右上の「Club J WEST」ロゴがない。JQ CARD エクスプレスの場合は右上に「JR KYUSHU」の表記がある。法人会員用は青白反転したデザインとなる）

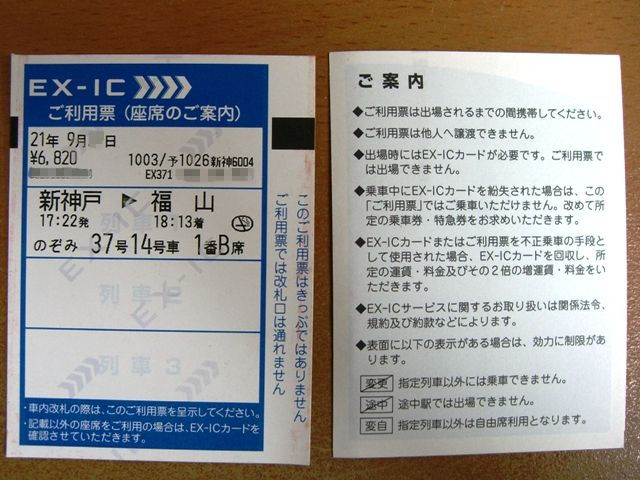
EX-ICご利用票

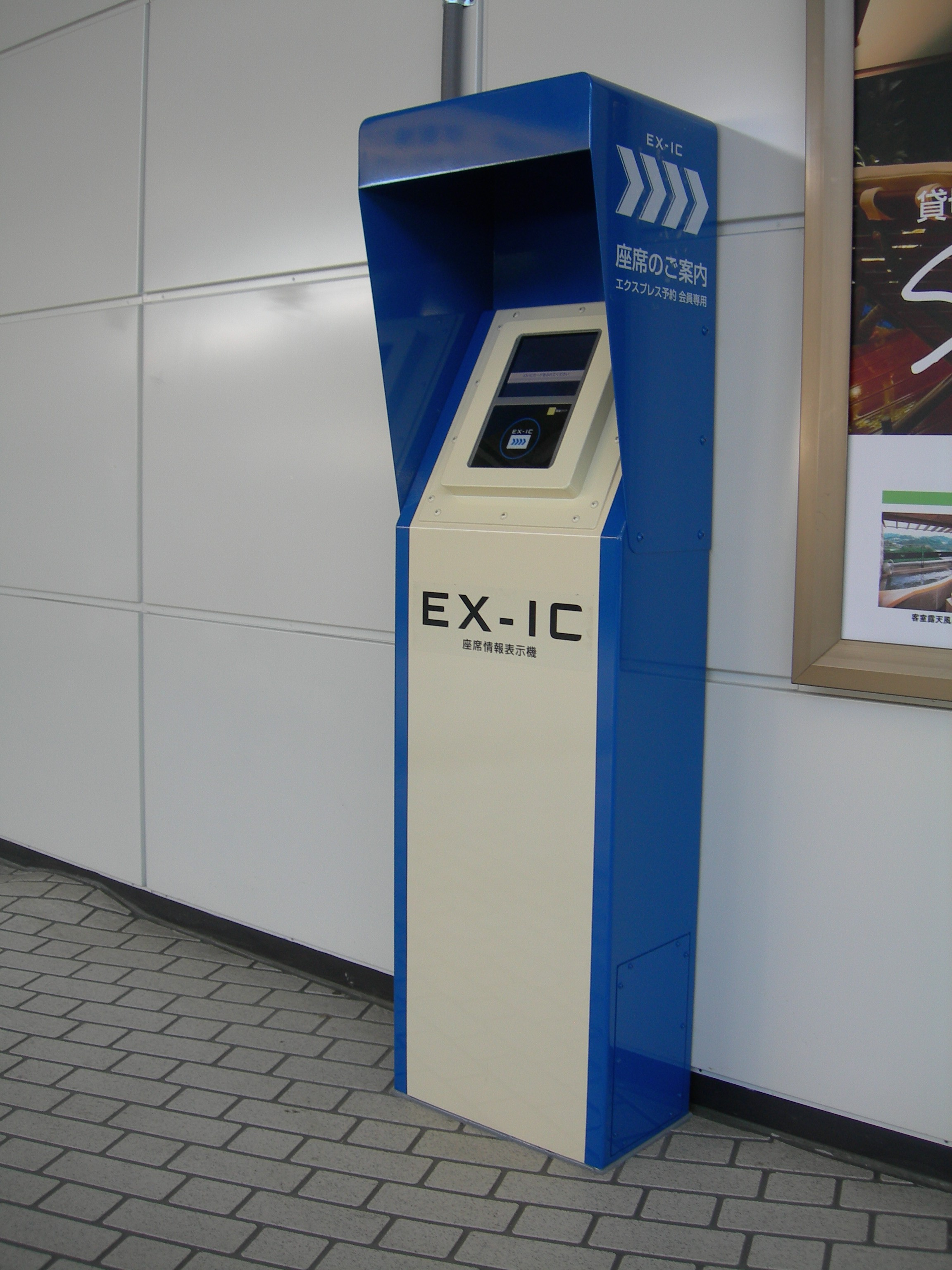
座席情報表示機

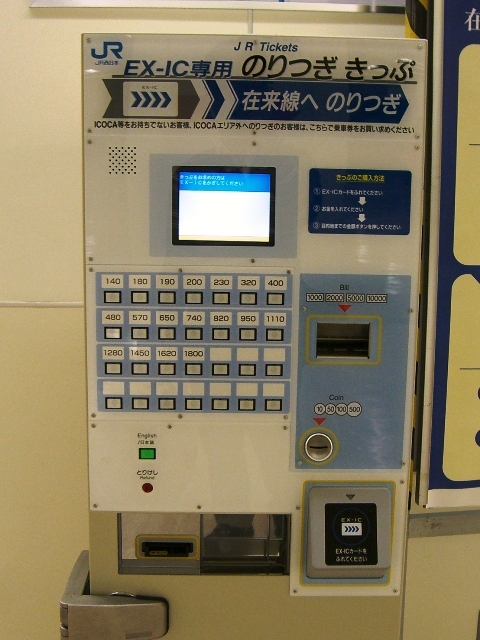
EX-IC専用券売機（福山駅）

EX-ICサービス（エクスプレスICサービス）は東海道新幹線のチケットレス化を目指し、2008年3月29日から導入された新しいサービスである。紙のきっぷではなく専用のICカードなどを使用して、スピーディな乗車や乗り継ぎを実現する。
同日のサービス開始時点では個人会員が対象 で、法人会員向けや山陽新幹線を含む東海道・山陽新幹線全線でのサービスは2009年8月29日に開始された。

### 概要（EX-ICサービス）
「JR東海エクスプレス・カード」・「J-WESTカード（エクスプレス）」・「JQ CARD エクスプレス」の会員に貸与される「EX-ICカード」、EX-ICサービスの情報を登録した「モバイルSuica」を搭載した携帯電話と会員のエクスプレス予約の情報を紐付け、または交通系ICカードを登録することにより、自動改札機にICカードなどをタッチしたときに会員の予約購入した乗車券・特急券の情報を確認してチケットレスで通過できる。
かつて提供されていた「モバイルSuica」のチケットレスサービス（モバイルSuica特急券）と異なり、利用者が自分で「モバイルSuica搭載携帯電話機」にきっぷの情報をダウンロードするのではなく、自動改札機通過時に会員の予約情報との照合を行う。以前はEX-ICカードなどへきっぷの情報が記録されていたが、2017年9月2日のEX予約サービスへの移行以降は記録されなくなった。
自動改札機にEX-ICカードなどをタッチすると、利用する列車や座席番号などが記載された「EXご利用票」が出力される ほか、改札内などにある座席情報表示機でもカードをタッチすると座席などの情報が表示され、乗車直前の確認の役目を果たす。万が一「EXご利用票」を取り忘れて乗車した場合は、車内で車掌が所持している車掌携帯端末機にかざすと、号車および座席番号がわかる。
在来線のICカードと同じように17桁の番号が振られているが、番号はEX-ICサービス単体のカードは「EX（Expressの略）」で、TOICA機能つきのカードは通常のTOICAと同じく「JC（JR Centralの略）」で始まる。

### 交通系ICカードの登録
2021年3月6日より、交通系ICカードであるKitaca・Suica・PASMO・TOICA・manaca・ICOCA・PiTaPa・SUGOCA・nimoca・はやかけんをエクスプレス予約に登録し、そのカードで乗車できるサービスが開始された。最大で6枚分のICカードの情報を登録することができる。これによりEX-ICカードを持っていなくても、あらかじめ交通系ICカードを登録しておくことで新幹線と在来線を交通系ICカード1枚で乗り継ぐことができるほか、同行者に関しても交通系ICカードでの乗車が可能になった。
新幹線定期券がある場合はEX-IC側の予約を取消しないとEX-ICが使用される。（EX-IC＞新幹線Frex定期券＞新幹線乗車可能の定期券）の優先順位。
かつてはJR東海エクスプレスカード会員に限り、TOICAと一体化した「TOICA機能つきEX-ICカード」を申し込むことができたが、エクスプレス予約に交通系ICカードを登録できるサービスが開始されたため、現在は申し込みを終了している。

### IC乗継サービス
EX-ICカードと交通系ICカード1枚と組み合わせ、新幹線と在来線を乗り継ぐことが可能。新幹線の自動改札機に2枚同時にタッチすると、在来線部分の運賃（SF）精算と新幹線部分の有効判定を同時に行う。2013年3月23日より交通系ICカードの全国相互利用が開始されたため、交通系ICカード10種類すべてのICカードで在来線乗継がエリアに関係なく可能になった。
EX-ICカード（TOICA機能付き）を所持している場合は、1枚のカードのみで乗り継ぎ可能となる。同様にモバイルSuicaによりエクスプレス予約を利用している場合も、在来線と東海道・山陽新幹線の乗り継ぎが1台の携帯電話で可能になる。2017年10月23日よりApple PayのSuicaがエクスプレス予約のEX予約専用ICカードとして使用可能となるため、これにより通常のモバイルSuicaと同様の乗り継ぎ処理が可能となる。
また、在来線との併設駅で、新幹線のコンコースに直接入場できる改札がない駅（熱海駅・姫路駅・福山駅など）では、在来線用ICカードで入場し、新幹線の乗り換え改札機に在来線用ICカードとEX-ICカードを重ねて読み取らせて入場する。在来線用ICカードを所持していない場合は、有人改札でEX-ICカードを利用する旨を伝えて入場し、新幹線の改札機にEX-ICカードのみを当てて入場する。
2017年7月現在、iPhone 7以降のiPhoneおよびseries 2以降のApple Watch搭載のApple Pay Suica機能との併用（同時タッチ）は不可能である。

#### IC乗継サービスが可能な駅
- Suicaエリア（東京 - 熱海間の各駅）
- TOICAエリア（熱海 - 米原間の各新幹線兼在来線停車駅）
- ICOCAエリア（米原 - 新下関間の各新幹線兼在来線停車駅）
- SUGOCAエリア（小倉 - 鹿児島中央間の各新幹線兼在来線停車駅）

JR在来線でのICカード乗車は上記エリアを相互にまたぐ利用は、SF残額を使用して乗車することはできない。このため、例えば小田原 - 函南間や名古屋 - 彦根間を在来線で利用する場合、IC乗継サービスを含めICカード乗車はできない。
なお、山陽新幹線の各駅においては、ICOCAなどの在来線専用のICカードを持参していない場合や、ICOCAエリア外まで乗り越す人のために、西明石・姫路・岡山・新倉敷・福山・三原・広島・徳山・新山口の9駅の新幹線改札内には自動券売機が設置されており、在来線のきっぷを現金で購入することができる。
また、九州新幹線の各駅においては、SUGOCAの利用可能エリアが区別されており、小倉・博多・久留米・熊本の4駅が福岡・佐賀・大分・熊本エリア、川内・鹿児島中央の2駅が鹿児島エリアとなる。

### 価格
新幹線駅相互間に対して運賃（乗車券）と特急券をセットにした専用の価格（EX予約サービス運賃）が設定されている。在来線へ乗り継がず、新幹線駅相互間のみの利用（東京→新大阪など）であれば、従来のきっぷ（e特急券+乗車券）と比べて同額か安く利用できる。
しかし、新幹線と在来線を乗り継いで利用する場合、在来線の運賃は別払い（EX予約サービスでは都区市内を含めた在来線は利用できない）となる。そのため、EX予約サービス運賃が従来のきっぷ（e特急券+乗車券）よりも安い区間であっても、前後の在来線利用状況によっては、従来のきっぷより総額が高くなる場合がある。
また、東京駅で東北新幹線（その先の上越新幹線・上越線ガーラ湯沢支線・北陸新幹線・山形新幹線・秋田新幹線・北海道新幹線）と乗り継いだ場合も運賃は東京駅で打ち切りとなる（新幹線eチケット・タッチでGo!新幹線を含む）。この場合も、従来のきっぷより総額が高くなる場合があり、全区間の乗車券とそれぞれの特急券（えきねっと〈全国可能であるが受取制限あり〉やe5489〈首都圏以西のみ、受取制限あり〉、「e特急券」〈EX予約内で受取〉などのネット予約で特急券単独購入は可能）のほうが良い場合がある。また、西九州新幹線については、在来線を経由する必要があり、またEX-ICサービスの計画は開業時点において無いため、対象の新在乗り換え駅（博多駅または新鳥栖駅）で打ち切り精算となる。
600キロを超える長距離利用の場合も、IC早特を利用した方が安くなる場合やEX予約サービスを利用せず往復割引乗車券+e特急券を利用した方が安くなる場合などさまざまで、エクスプレス予約では従来のきっぷとEX予約サービスを選択して利用することを推奨するとともに、利用者が価格を簡単に比較できるWebサイトを用意している。なお2017年9月2日より、往復割引の商品を発売している(往復割は2026年廃止予定）。

### モバイルSuicaでの利用
2008年3月29日からのEX-ICサービス開始にともない、モバイルSuicaを経由して申し込むことでJR東日本の「ビューカード」でエクスプレス予約が利用できるようになった（TypeIIおよび法人カードを除く）。また、2017年10月23日からはiPhone 7以降のiPhoneまたはseries 2以降のApple Watchに搭載されたApple PayのSuicaでもエクスプレス予約が利用可能になる。
ただし、利用に際しては「ビューカードをモバイルSuicaの決済クレジットカードとして登録している」こと、そして「ビューカードをエクスプレス予約の決済クレジットカードとして利用する」ことが条件で、「ビュー・エクスプレス特約」への同意が必要になる（「ビュー・エクスプレス特約」の手続きに際し、ビューカードからエクスプレス予約会員の年会費として1,100円が決済される）。大人の休日倶楽部カード、ルミネカード、ビックカメラSuicaカード、JALカードSuicaなどTypeIIでない提携カードでも利用できる。ビューカードにおけるポイントの還元率は、一般の加盟店と同率になり、ビックカメラSuicaカードは「JRE POINT」と「ビックポイント」、JALカードSuicaは「JALマイレージバンク」、その他のビューカードは「JRE POINT」の付与対象になる。
「ビュー・エクスプレス特約」の手続き完了後、JR東海より「EX-ICカード」（2021年3月5日以前は「エクスプレス予約会員証」）が送付され「EX-ICカード」の到着後に利用登録を行うことでエクスプレス予約のすべてのサービスが利用できるようになる。なおかつて発行されていた「エクスプレス予約会員証」には会員番号の記載はなく、会員番号はモバイルSuicaより利用登録した際の表示される画面で確認しておく必要がある。忘れた場合、携帯電話のエクスプレス予約のログイン画面から問い合わせることで会員番号が表示される。
基本的にはEX-ICサービスでの利用が前提ではあるが、予約の際に画面上で所定の操作を行うことでe特急券などきっぷでの購入も可能。また同行者用にモバイルSuica以外の交通系ICカードを登録し、乗車することもできる。
なお、モバイルSuica経由のEX-ICサービスについては、上記のほかに「JR東海エクスプレス・カード」、またはプラスEXサービスに登録したクレジットカードをモバイルSuicaに登録して利用する方法もある。こちらであれば、TypeIIカードやVIEWマークのない一般のクレジットカードを登録している場合でもモバイルSuica経由でのEX-ICサービスの利用が可能となる。2021年3月5日以前は「J-WESTカード（エクスプレス）」はモバイルSuicaでのエクスプレス予約の追加登録・利用ができなかったが、2021年3月6日以降はエクスプレス予約内のICカード情報からモバイルSuicaのカード番号を登録する形で利用が可能となった。

### S Work車両
東海道・山陽新幹線ののぞみ号7号車を、ビジネス利用向けの座席「S Work席」としてエクスプレス予約会員とスマートEX会員向けに販売している。予約は片道、大人一人に限られる。金額は普通車指定席と同額。B席をパーティションとドリンクホルダーにしてパーソナルスペースを広くした「S WorkPシート」に関しては別途追加料金が必要となる。当初はe特急券や早特商品では取り扱わなかったが、2024年5月22日乗車分（2024年4月22日発売開始）からは駅の切符売り場及びe5489でも購入できるようになるのと同時に早特商品等でも対象になる。

## 早特商品
特急券と乗車券をセットで早期に予約することを条件として、前述のe特急券よりも通常よりも割引率を高めた商品が設定されている。
2009年8月28日発売分までは都区内・市内などの在来線ゾーンも乗車可能であったが、2009年8月29日以降発売分からは都区内・市内などの在来線ゾーンには乗車できなくなった。このため、たとえば新宿 - 東京 - 小倉 - 折尾の場合は、新宿 - 東京と小倉 - 折尾の部分の普通運賃が別途必要となる。また、乗り遅れた場合は後続列車の普通車自由席を利用できないため、改めて特急料金などを支払わなければならない。また2017年9月2日発売分以降は2人以上での利用も可能になる一方で、年末年始やお盆、ゴールデンウィークなどの多客期に、年間30日程度の設定除外日が設けられることとなった（エクスプレス予約、スマートEXとも・除外日は年度によって異なる）。学生割引・ジパング倶楽部は利用できないが、後述する早特商品の方が安い場合がある。

### EX早特3/EX早特7
乗車日の3日前までの発売となる長距離利用タイプの商品。2009年8月29日から発売開始。2017年8月までは利用者本人のみを対象とする「EX-IC早特（タイプA）」という商品名であったが、同年9月2日発売分からは商品名も「EX早特」に改称され、平日と土休日で別価格となった。その後、2023年9月16日発売分からは「EX早特3」に改称されると共に、乗車日の7日前までの発売となる「EX早特7」が新規設定された。
- 設定区間
  - EX早特3/EX早特7
    - 東京・品川・新横浜 - 岡山・福山・広島・徳山・新山口・小倉・博多
    - 名古屋・京都・新大阪・新神戸 - 小倉・博多
    - 新大阪・新神戸・博多 - 熊本・鹿児島中央（2022年6月25日乗車分より・平日と土休日で同額）

  - EX早特3のみ
    - 博多 - 熊本・鹿児島中央（2022年6月25日乗車分より・平日と土休日で同額）

  - EX早特7のみ（2024年3月16日乗車分より・平日と土休日で同額）
    - 東京・品川・新横浜 - 三島・新富士・静岡・掛川・浜松
    - 三島・新富士・静岡・掛川・浜松 - 名古屋・京都・新大阪
- 対象列車
  - 熊本・鹿児島中央発着 - 以下のいずれか
    - 乗車駅から下車駅まで「みずほ」「さくら」「つばめ」の直通利用
    - 東海道・山陽新幹線内は「のぞみ」(全列車)、九州新幹線内は「みずほ」「さくら」「つばめ」(全列車)を利用し、博多で乗換(博多以外での乗換は不可)

  - 三島・新富士・静岡・掛川・浜松発着
    - 「ひかり」「こだま」- 直通する全列車

  - 上記以外
    - 「のぞみ」- 直通する全列車

### EX早特21/EX早特21ワイド
乗車日の21日前までの発売となる商品。2015年5月7日に「EX-IC早特タイプ21」として発売開始。設定当初は期間限定での設定であったが、2017年9月2日に「EX早特21」に改称。
2021年6月1日 - 2021年7月22日の乗車分及び2022年6月25日以降は、終日の「のぞみ」に利用可能な「EX早特21ワイド」として発売されている。
- 設定区間
  - 東京・品川・新横浜 - 名古屋・京都・新大阪・新神戸・岡山・福山・広島・徳山・新山口・小倉・博多
  - 東京・品川・新横浜 - 新尾道・三原・東広島・新岩国間の各駅（2017年9月2日 - 2021年5月31日乗車分。岡山・福山・広島のいずれかの駅以西は「ひかり」「こだま」利用[29]。）
  - 名古屋 - 小倉・博多
- 対象列車
  - EX早特21 - 乗車駅を朝6:00 - 6:59または11:00 - 15:59までに発車する「のぞみ」
  - EX早特21ワイド - すべての「のぞみ」

### EX早特28ワイド
乗車日の28日前までの発売となる商品。2023年9月30日から発売開始。予約後の変更はできない。
- 設定区間
  - 東京・品川・新横浜 - 名古屋・京都・新大阪
- 対象列車
  - すべての「のぞみ」

### EXグリーン早特3ワイド（旧・EXグリーン早特/EXグリーン早特ワイド）
乗車日の3日前までの発売となる商品。2009年8月29日から「IC早得（タイプB）」として普通車・グリーン車共に利用可能な商品として発売が開始された。その後、2017年9月2日発売分以降からは「EXグリーン早特」として普通車の利用が不可となり、さらに、2022年6月25日からは「EXグリーン早特ワイド」として、グリーン車限定のまま「のぞみ」の利用時間帯に制限が無くなった。2023年９月16日発売分から現在の商品名に再度改称されている。
- 設定区間
  - 東京・品川・新横浜 - 名古屋・京都・新大阪・新神戸
- 対象列車
  - 「のぞみ」
    - IC早特（タイプB)・EXグリーン早特 - 乗車駅を午前6時台に発車する列車
    - EXグリーン早特ワイド・EXグリーン早特3ワイド - 全列車

  - 「ひかり」- 全列車

### EXのぞみファミリー早特3
複数名利用を条件に乗車日の3日前まで発売される商品。2013年12月7日乗車分より「EX いっしょにお出かけ早特」という名称で期間限定により発売が開始された。きっぷ利用の商品であったが、特定都区市内駅の利用はできず、払戻手数料は受取前後にかかわらず320円（発車時刻前に限る）と、商品の利用条件がIC早特に酷似している。また、「EXお出かけ早特」の事実上の後継商品であったが、1人での利用が不可となったほか、東海道新幹線内完結区間の設定はとりやめられていた。その後、2015年5月9日乗車分から「EXファミリー早特」に変更すると共に東京・品川 - 名古屋・新大阪間の設定が復活したのち、2016年4月2日乗車分から「のぞみ」利用に限定。2017年9月2日乗車分から「のぞみEXファミリー早特」への改称と併せて通年利用可能な商品となり、2023年9月16日発売分から現在の商品名で発売されている。
- 設定区間
  - 東京・品川・新横浜 - 名古屋・京都・新大阪・新神戸
- 対象列車
  - 「のぞみ」- 土曜・休日の全列車（特定期間は平日全列車も対象）

### EXこだまファミリー早特3
「EXのぞみファミリー早特3」のこだま版で複数名利用を条件に乗車日の3日前まで発売される。2015年12月8日乗車分より「一緒に☆こだま早特」と言う商品名で発売を開始。 2017年9月2日乗車分より「こだまEXファミリー早特」と改称した後、2023年9月16日発売分より現在の商品名へと再度改称されている。
- 設定区間
  - 東京・品川 - 小田原・熱海・三島・名古屋・京都・新大阪
  - 新横浜 - 名古屋・京都・新大阪
  - 名古屋 - 京都・新大阪
- 対象列車
  - 「ひかり」- 531，535号
  - 「こだま」- 終日全列車

### EXこだまグリーン早特3
2009年8月29日から「IC早得（タイプC）」として発売が開始された、乗車日の3日前までの発売となる商品。東海道新幹線内のこだま号限定グリーン車限定となるが、隣接区間など一部区間を除く短・中距離利用は通常のe特急料金に少額を上乗せした額で、また長距離利用は大幅に割引した料金で利用することができる。
2014年6月17日からは、東海道新幹線開業50周年記念商品として「こだま☆楽旅IC早特」に改称したうえで価格を変更したのち、2017年9月2日以降は「EXこだまグリーン早特」に再度改称され複数名でも利用可能になった。2023年9月16日発売分からは条件は変更せず、現在の商品名で発売されている。
- 設定区間
  - 東海道新幹線全区間、ただし隣接する駅と東京 - 新横浜間、三島 - 静岡間、静岡 - 浜松間、豊橋 - 名古屋間は設定がない。
- 対象列車
  - 「こだま」- 終日全列車
- 最大運賃は東京 - 新大阪間の利用の場合で11,410円、長距離でグリーン車利用の約60％の運賃設定となっている。

### EX早特1
乗車日の6日前から1日前まで発売される自由席利用の商品。2024年3月16日乗車分から発売開始。「新幹線回数券（普通車自由席用）」の発売終了に伴い、代替として発売される。
- 設定区間
  - 東京・品川 - 新横浜・豊橋間の各駅と米原
  - 新横浜 - 小田原・静岡間の各駅と豊橋
  - 小田原・熱海・三島 - 静岡
  - 小田原と三島・浜松間の各駅 - 名古屋
  - 静岡 - 掛川・浜松
  - 浜松・米原 - 京都・新大阪
  - 静岡・岐阜羽島 - 新大阪
- 対象列車
  - 全列車（普通車自由席利用）

### 終了した早特

#### EX-IC早特（タイプB）
- EXグリーン早特3ワイドを参照

#### EX-IC早特（タイプC）・こだま楽旅IC早特
- EXこだまグリーン早特3を参照

#### エクスプレス早特
乗車日の3日前までに予約し、かつ特急券と乗車券をセットで購入することを条件に、前述のe特急券よりもさらに安く乗車できた。利用できたのは以下の列車。
- 東海道新幹線
  - 東京・品川・新横浜 - 名古屋・京都・新大阪・新神戸
    - 「のぞみ」- 乗車駅を午前6時台に出発する列車
    - 「ひかり」- 終日全列車

  - 営業キロ100キロ以上の区間（東京 - 熱海間を除く）
    - 「こだま」全列車のうちグリーン車
- 山陽新幹線
  - 新大阪駅・新神戸駅 - 小倉駅・博多駅を直通する全列車

値段はJR東海やJR西日本の企画商品（「ひかり早特きっぷ」）などと同等かそれ以下に低く、グリーン車では通常の普通車指定席価格に数百円から1,000円程度の上乗せで乗車できる価格設定のものが主となっている。また早朝6時台の東海道新幹線「のぞみ」におけるエクスプレス早特では、通常の切符の普通車指定席料金よりもさらに安い値段でグリーン車が利用できる場合がある（東京 - 新大阪間などでは通常期で50円、繁忙期では250円安くなる）。また年末年始やお盆、ゴールデンウィークなどの多客期でも利用できるほか、予約の変更が何度でも（「山陽新幹線2枚きっぷ」も同様）可能であるなどの特典も付与されている。
EX-IC早特のサービス開始にともない、2009年8月28日発売分（最大で2009年9月28日乗車分まで）をもって終了した。従来はカード会員以外の者（家族・友人などが会員と同行する場合）でもきっぷに引き換えることにより「エクスプレス早特」による割引制度を受けることができたが、サービス終了以後はカード会員しか割引を受けられなくなった。「早特」の適用範囲拡大にしたものの、1名のみ適用となったほか、特定都区市内制度が廃止された。

#### スーパーエクスプレス早特
早朝時間帯の「のぞみ」利用促進のため、2007年7月6日から同年10月31日乗車分までの期間限定で発売された。乗車日の5日前までに予約し、かつ特急券と乗車券をセットで購入することを条件に、通常の「エクスプレス早特」よりもさらに安く利用できるものであった。利用できる列車が「エクスプレス早特」よりさらに限られる反面、割引率が高く設定されていた。
なお、新大阪・新神戸発のみで東京側からの設定はない。利用可能列車のうち、新大阪6:25発「のぞみ104号」は2007年7月1日のダイヤ改正で増発された。
- 設定区間
  - 新神戸・新大阪→新横浜・品川・東京
- 利用可能列車（列車名は設定当時）
  - のぞみ200号（運休日あり）
  - のぞみ102号
  - のぞみ104号（休日運休）
  - のぞみ80号（新神戸から利用できるのはこの列車のみ）
- 価格
  - 新大阪→東京・品川 10,500円など

#### EXお出かけ早特
期間限定で設定されるきっぷ商品。おもに春季と、秋季から年末年始にかけての行楽期を中心に発売されている。利用条件は後述の旧「エクスプレス早特」と同じで、土・日・祝乗車分に限り、条件を満たす切符を購入すれば通常のe特急券より安くなる（例：東京 - 新大阪間普通車指定席片道13,200円→13,100円）。設定当初（平成21年10月31日 - 平成22年1月11日）の普通車指定席用は通常のe特急券よりも300円安く設定されていた（東京 - 新大阪間普通車指定席片道12,900円）が、平成24年現在では当初よりも全区間200円高く設定されている。このため新大阪・新神戸 - 小倉・博多間は旧「エクスプレス早特」と前回は同額であったが今回はそれより高くなった（さらに、この区間はグリーン車用も前回より200円高く設定）。ただし、行楽期のグリーン車の利用促進も兼ねた商品という位置づけで販売されているため、グリーン車用は割引率が大きく（例:東京 - 新大阪間グリーン席片道14,500円、通常の切符と比較して4,190円の割引）、販売予定席数を超えていない限り、EX-IC早特料金（グリーン車用）に数百円程度の上乗せで「のぞみ」を含むすべての列車のグリーン車が利用できる設定となっている。
前述の通り、帰省や観光旅行などでの利用促進を目的として発売される商品であるため、ビジネスユースが中心となる平日利用分は適用外とされているものの、静岡・浜松 - 京阪神区間が新たに設定されたことと、東海道新幹線区間においても全日「のぞみ」が利用できるため、割引額が少なくなる代わりに利用区間や列車の選択肢の幅が大きく広がったところが従来のエクスプレス早特とは異なる。また前述の「EX-IC早特」と異なりきっぷ商品であるため、会員以外の利用も可能である。ただし、前述のEX-IC早特同様、乗り遅れた場合は特急券・グリーン券がすべて無効となり、後続列車の普通車自由席に乗車することはできない点に留意する必要がある。
2013年秋季以降、前述の「EXいっしょにお出かけ早特」に変更される形で廃止された。

## ポイントプログラム

### グリーンプログラム
2006年度から開始した、エクスプレス予約を利用した乗車で区間によりポイントが加算され、一定のポイントがたまると普通車指定席の料金でグリーン車が利用できるサービス。航空機のマイレージサービスのように特典航空券サービスやアップグレードサービスなどを自由に選択できるものではなく、アップグレードサービスのみであり、普通車指定席分の料金を別途支払う必要がある。乗車以外のショッピングや支払などにともなうカードポイントをアップグレードサービス用ポイントに移行できない点も航空会社のマイレージプログラムと異なる。なお、旧プラスEX会員、一部の法人用カードは本プログラムの対象外となる。
具体的には、東京 - 新大阪間を乗車すると列車種別に関わらず90ポイントが付与される。蓄積ポイントが1,000ポイントに達すると「のぞみ」「みずほ」のグリーン車、800ポイントで「ひかり」「さくら」のグリーン車、600ポイントで「こだま」「つばめ」のグリーン車へのアップグレードが可能である。乗車区間の長短によらず、列車種別のみで決まるため、より長距離移動の場合に利用した方が“お得感”がある。ただし、このサービスで利用できる座席数は限られているため、空席があったとしても利用できない場合もある。
また、ポイントの有効期間は最長でも1年6か月（ポイントの有効期間は当初、ポイント取得翌年2月末日の23時までとなっていたが、2007年の取得分から翌年6月末日の23時までに延長された）であり、期限までに使用しないと失効する。このため、実質的には関東 - 関西間の移動の場合、年間6往復以上利用する会員のための特典となっている。
会員規約で「e特急券を発券したエクスプレス予約会員以外の使用を禁止していない（受取は会員本人）」ため、ポイント取得への早道として会員自身以外の家族・知人・同行者などのe特急券を購入・提供し、任意の移動区間に対して決められたポイント数×人数分のポイントを使用したカードの所持者が取得する方法がある。また、小児料金のe特急券（大人の半額）を購入した場合も大人と同じポイントが得られるため、たとえば親1人が小学生の子ども2人連れでe特急券を購入すると、大人2人分相当の出費で3倍（3人分）のポイントを得ることができる。
なお2008年3月1日の乗車分から、利用区間ごとのグリーンプログラムの加算ポイントが減点された（例：東京 - 新大阪での獲得ポイントは現在90ポイントだが、変更前は100ポイント）。
九州新幹線関連の3列車（2022年6月24日までは山陽新幹線区間（新大阪 - 博多）のみの利用に限られていた）については、2012年7月21日のエクスプレス予約取扱開始から、2022年6月24日まではポイント加算のみグリーンプログラムの対象になっていた（当該3列車のグリーン車への、蓄積ポイントによる「アップグレード」は2022年6月25日から対応）。
後述するポイントサービスの開始に伴い、2023年12月31日乗車分をもってポイント加算を終了し、2024年6月30日の23時30分をもって利用を終了する予定。

### ポイントサービス
前述のグリーンプログラムの後継として、2023年10月1日から設定されるポイントプログラム。
東海道新幹線（東京 - 新大阪）の乗車分には「EXポイント」、山陽新幹線（新大阪 - 博多）の乗車分には「WESTERポイント」、九州新幹線（博多 - 鹿児島中央）の乗車分には「JRキューポ」が付与される。ただし「スマートEX」海外向けサービス会員や「e5489」コーポレートサービス会員、「エクスプレス予約」の一部法人会員などの一部会員は付与の対象外となる。

## ロゴデザインの変更
カードの入会申込書や駅構内のポスターなどの各種広告媒体では、「東海道・山陽新幹線の会員制ネット予約。 エクスプレスE予約」（座席マークの中にE）というロゴが長年使われてきたが、EX-ICサービスの導入に合わせて「EXPRESS予約（「EX」を大きく強調して上に配置）」という新しいロゴを導入し、公式サイト・広告媒体や駅構内などの案内表示が順次新ロゴに変更された。

## スマートEX

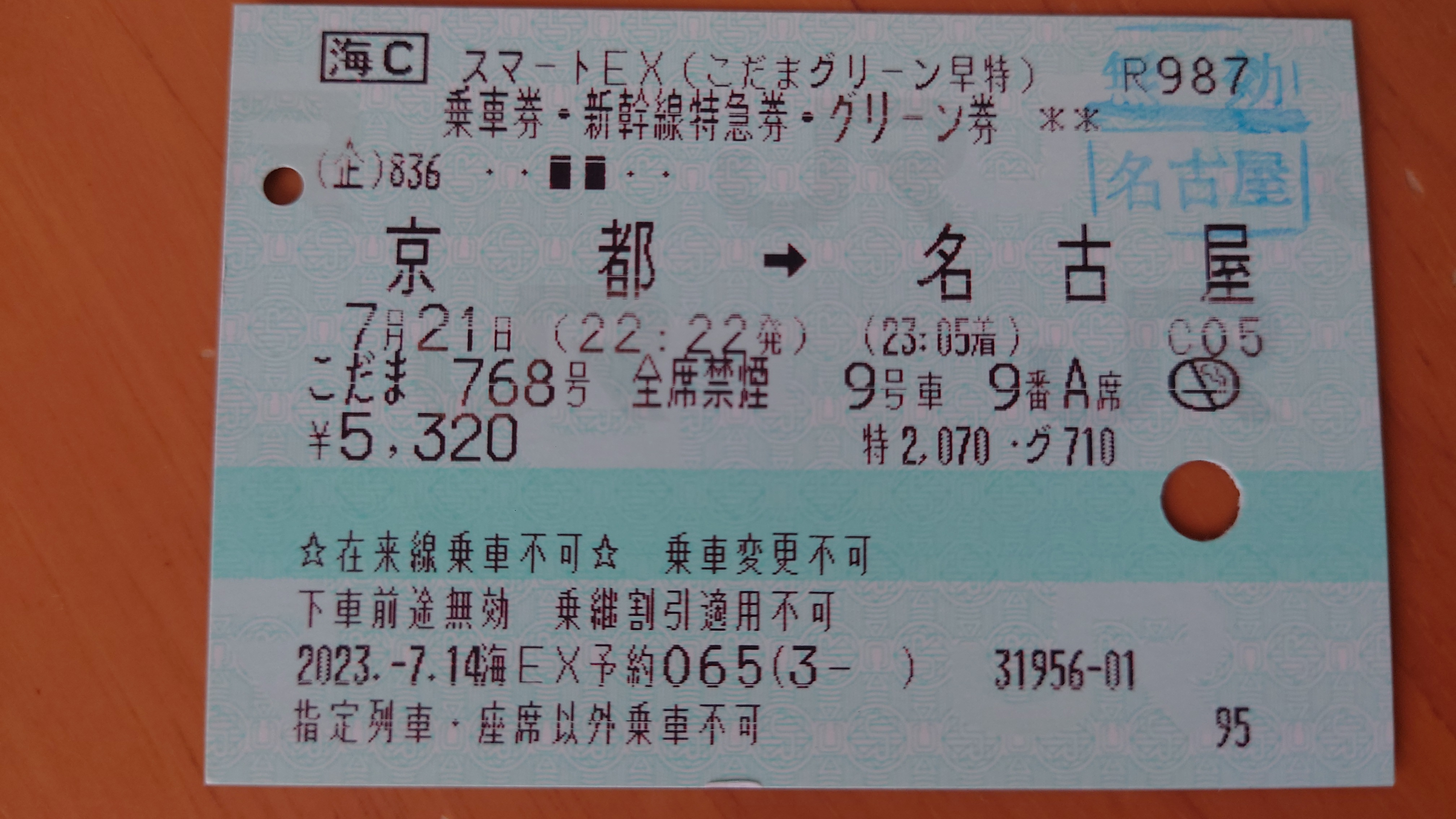
スマートEXで予約・発券した切符の一例。

スマートEXは、JR東海・JR西日本・JR九州が運営するWeb会員制予約サービス・乗車サービスで、2017年9月30日からサービスを開始した。訪日外国人向けに一部の仕様が異なるサービスが提供されている。
スマートEXの取り扱い商品は「スマートEXサービス」「スマートEXサービス（往復割引）」の2種があるが、いずれも「スマートEXウェブサイト」から予約手続きを行う。
エクスプレス予約では会員登録にあたり、決済用のクレジットカードとして「JR東海エクスプレス・カード」「J-WESTカード（エクスプレス）」「JQ CARD エクスプレス」といったJR東海・JR西日本・JR九州の指定のクレジットカードを用意する必要があるが、スマートEXではVisa・MasterCard・JCB・American Express・Diners Clubのいずれかの国際ブランドを持つクレジットカードを所持していれば会員登録が可能となっている。デビットカードに関してはカードごとに使用可否が異なる。乗車用の専用ICカードは発行されないが、本サービスに対し、Suica・TOICA・ICOCAなどの交通系ICカード全国相互利用サービス対応乗車カードを登録する（最大6名分）ことで、EX-IC同様にそれらのカードにて改札へのタッチが可能になる。
きっぷを受け取って乗車する場合、EXサービス対応の指定券発券機に受取コード（QRコードをかざすか16桁の番号を入力する）とパスワード入力できっぷを発券できる。また、これらの仕様のためEX予約、プラスEXに登録されているクレジットカードは利用できない。
エクスプレス予約会員のような年会費が発生しない代わりに、割引額は少なく設定されている。自由席の割引はない。例として、東京駅 - 新大阪駅間で「のぞみ」を利用した場合、
- EX-IC　普通車指定席 13,620円、グリーン車 18,480円（通年同額）
- スマートEX　普通車指定席 14,520円、グリーン車 19,390円（指定席は繁忙期200円増、閑散期200円引き、最繁忙期は400円増）

と、販売価格に差が生じる。また本サービスの利用は、一部の交通系ICカードで設定されているポイントプログラムの対象外。
新幹線と在来線の乗り継ぎによる運賃の取り扱いはEX-ICサービスに準じ、特定都区市内制度は適用されない。また、エクスプレス予約用早得商品も一部設定除外日（ゴールデンウィーク・お盆・年末年始の一定期間）を除いてスマートEXにも設定されるが、設定除外日の範囲がエクスプレス予約より多い。

## 新幹線の割引以外の特典
新幹線の特急料金の割引や、各カード（JR東海エクスプレス・カード、J-WESTカード（エクスプレス）、JQ CARD エクスプレス）の会員特典のほかに、エクスプレス予約の会員向けに以下のような会員特典が用意されている。特典を受ける際には、発売箇所にて「ご利用票」か「ご利用票兼領収書」を提示する必要がある。
- Tokyo Subway Ticket（東京メトロ・都営地下鉄）- 東京メトロ・都営地下鉄全線が24 - 72時間乗り放題となり、かつ通常の「東京メトロ・都営地下鉄共通一日乗車券」より安価に発売されている。本来は東京への旅行商品のオプションとして発売されているものだが、熱海駅以西から品川駅・東京駅までのエクスプレス予約の利用者にも発売されるようになった。販売箇所は、東京メトロの定期券発売所（新宿駅・丸ノ内線池袋駅）・有楽町線池袋駅）、中央区観光情報センター（京橋エドグラン地下1階）、佐川急便 SHINJUKU SERVICE CENTER（バスタ新宿3F・東京観光情報センター内）など（2022年12月現在）。
- EX☆お台場レインボー特典 - お台場エリアの17施設で料金の割引やオリジナルグッズなどの特典が用意されている。新横浜駅以西から東京駅・品川駅までのエクスプレス予約の利用者が対象となる。
- EXみなとぶらりチケット（横浜市交通局）- 一般に発売されている「みなとぶらりチケットワイド」と同じく、横浜市営地下鉄ブルーライン（新横浜駅・横浜駅 - 伊勢佐木長者町駅）と横浜ベイエリアの市バス・観光スポット周遊バス「あかいくつ」が乗り放題となり、かつ通常の「みなとぶらりチケット」と同じ価格（大人700円、小児350円）で購入することができる。新横浜駅までのエクスプレス予約利用者を対象に発売されており、新横浜駅でのみ発売されている。
- リニア・鉄道館（JR東海） - 名古屋駅までエクスプレス予約を利用すると、入館料金が大人は200円、小中高生・幼児は100円割引される。
- ふじのくに家康公きっぷ - 静岡県外の駅から静岡県内へのエクスプレス予約商品購入者が利用可能。連続する2日間有効で、下車駅によって購入可能及び利用可能エリア（東部・中部・西部）が異なる。
- 山口蓬春記念館割引 - JR東海生涯学習財団が運営している施設。入館料が100円割引になる。この施設のみ、エクスプレスカード・J-WESTカード・JQ CARDエクスプレスもしくはEX-IC（プラスEX、エクスプレス予約会員証含む）の提示が必要。

### 過去に提供していた特典
- EX☆スカイツリーチケット（東京スカイツリー）- 東京スカイツリーの天望デッキに優先的に入場することができる。熱海駅以西から品川駅・東京駅までのエクスプレス予約の利用者に対して発売されていた。
- 福岡市内＋太宰府ライナーバス「旅人」1日フリー乗車券（西日本鉄道） - 博多までのエクスプレス予約利用（広島以遠）で、福岡市内の西鉄バスと太宰府ライナーバス「旅人」が1日乗り放題になるフリー乗車券が1,000円（通常1,500円）で購入可能。割引価格での購入には、「EXご利用票」もしくは「ご利用票兼領収書」を博多バスターミナル3階乗車券窓口で提示する[35]。当初は2019年11月1日から2020年3月31日までの期間限定だったが、順次延長されていた。
- EX☆門司港レトロ特典 - 広島以東から小倉駅を利用した場合、旧大阪商船1階で「EXご利用票」または「ご利用票兼領収書」を提示することによって、「門司港レトロ フリーパスポート」を通常の250円引きで購入できる（ただし、施設の休館日に購入した場合は割高になるおそれあり）。
- 奈良満喫フリーきっぷ - 京都駅・新大阪駅着のエクスプレス商品利用で、JR東海の新大阪及び京都駅、JR西日本の新大阪・大阪・天王寺駅、JR東海ツアーズの京都支店・京都駅新幹線中央口支店・新大阪支店及びJR西日本のe5489で購入することにより、JR線（快速・新快速を含む普通列車普通車自由席）、近畿日本鉄道線（普通列車普通車自由席）と奈良交通バスが3日間乗り放題になる。
- Osaka Metro1日乗車券（Osaka Metro） - 東京 - 岐阜羽島間からもしくは博多 - 岡山間から新大阪までの利用で「EXご利用票」または「ご利用票兼領収書」をOsaka Metro案内カウンター（新大阪駅・なんば駅）もしくは定期券発売所（梅田駅・なんば駅・天王寺駅）で提示することによってエンジョイエコカード平日版より100円安い「Osaka Metro1日乗車券」を購入可能。

## 沿革
- 2001年9月3日 - JR東海エクスプレス・カードにおいて、東京駅 - 新大阪駅の各駅間発着でのサービスを開始。
- 2005年12月10日 - サービスを山陽新幹線・新神戸駅まで拡大。このときは新神戸駅にJR東海仕様の受取専用機が設置された。
- 2006年7月22日 - 山陽新幹線全区間にサービスが拡大。同時に、J-WESTカード（エクスプレス）でも東海道新幹線全区間での同等のサービス利用が可能となる。同時に新神戸駅の受取専用機もJR西日本仕様（みどりの受取機仕様）に改修（外装デザインや用紙の地紋、発行会社番号と発行者の変更、JR西日本5489サービス・プッシュホン予約・サイバーステーションに対応）された。
- 2008年3月29日 - EX-ICサービス（仮称の段階ではエクスプレス予約ICサービス）を東海道新幹線で開始（個人会員のみ）。
- 2009年8月29日 - EX-ICサービスを山陽新幹線にも導入（この時点では、小倉・博多両駅では直接改札口でのみ利用可能）、また法人会員向けにも拡大。
- 2009年12月5日 - この日の予約分からEX-IC早特での最大3列車までの乗継サービスを開始、設定区間を拡大。TOICA機能付きEX-ICカードの発行受け付け開始[36]。
- 2011年3月12日 - 小倉・博多両駅において、JR九州の在来線連絡改札口でも、EX-ICサービスが利用可能になった。
- 2012年7月21日 - 山陽新幹線区間（新大阪 - 博多）での「みずほ」「さくら」「つばめ」でも、エクスプレス予約（EX-ICサービスを含む）が利用可能になった（九州新幹線区間（博多 - 鹿児島中央）を含む利用、および山陽新幹線区間での前述3列車におけるグリーンプログラム（蓄積ポイントによるグリーン車への「アップグレード」）や早割サービス（EX-IC早特など）の利用は、引き続き対象外となっている）[8]。
- 2012年10月9日 - お手持ちのクレジットカードをプラスしてEX-ICサービスが利用可能になる、プラスEXサービスを開始（ただし、東海道新幹線（東京－新大阪）のみが対象）。
- 2017年9月2日 - プラスEXをエクスプレス予約に統合、EX-ICサービス・EXきっぷはEX予約サービスに名称変更 [25]。
- 2017年9月30日 - スマートEXサービス群を開始[4]。
- 2021年3月6日 - 複数人で乗車する際のチケットレス乗車サービス・交通系ICカード乗車サービス・列車に遅れが発生した際の指定席予約変更サービスを開始[21]。交通系ICカードが最大6枚まで追加登録が可能になる[37]。
- 2022年6月25日 - 九州新幹線博多 - 鹿児島中央間にサービスエリアが拡大[38]。
- 2023年10月1日 - エクスプレス予約・スマートEXを対象に1年前予約サービスを開始、新幹線と宿泊がセットになったEX旅パック発売開始[39]。